# Леруа, Камиль
Камиль Леруа (фр. Camille Leroy, 27 апреля 1892, Намюр — 13 августа 1952, Кортиль-Нуармон, Валлония ---- 27 апреля 1892 Намюр — 13 августа 1952 Шастр) — бельгийский шоссейный велогонщик.

## Биография
Профессиональный шоссейный велогонщик с 1919 по 1928 год, высшее достижение — восьмое место в общей классификации на Тур де Франс в 1921 году.

## Достижения
1919
5-й на Льеж — Бастонь — Льеж
1921
8-й на Тур де Франс
23-й на Туре Фландрии
27-й на Льеж — Бастонь — Льеж
44-й на Париж — Рубе
1922
6-й на Туре Фландрии
1923
8-й на Париж — Брюссель
15-й на Льеж — Бастонь — Льеж
19-й на Туре Фландрии
37-й на Париж — Рубе
1925
21-й на Париж — Брюссель

## Статистика выступлений
| Гранд-туры      |                |                |                |                |                |                |                |                |                |                |                |                |
| Гонка           | 1921           | 1922           | 1923           | 1924           |                |                |                |                |                |                |                |                |
| Джиро д'Италия  | —              | —              | —              | —              |                |                |                |                |                |                |                |                |
| Тур де Франс    | 8              | DNF-3          | DNF-8          | DNF-1          |                |                |                |                |                |                |                |                |
| Вуэльта Испании | не проводилась | не проводилась | не проводилась | не проводилась | не проводилась | не проводилась | не проводилась | не проводилась | не проводилась | не проводилась | не проводилась | не проводилась |

DNF-Х — не финишировал на таком-то этапе